# Adunarea Stărilor Generale din 1789

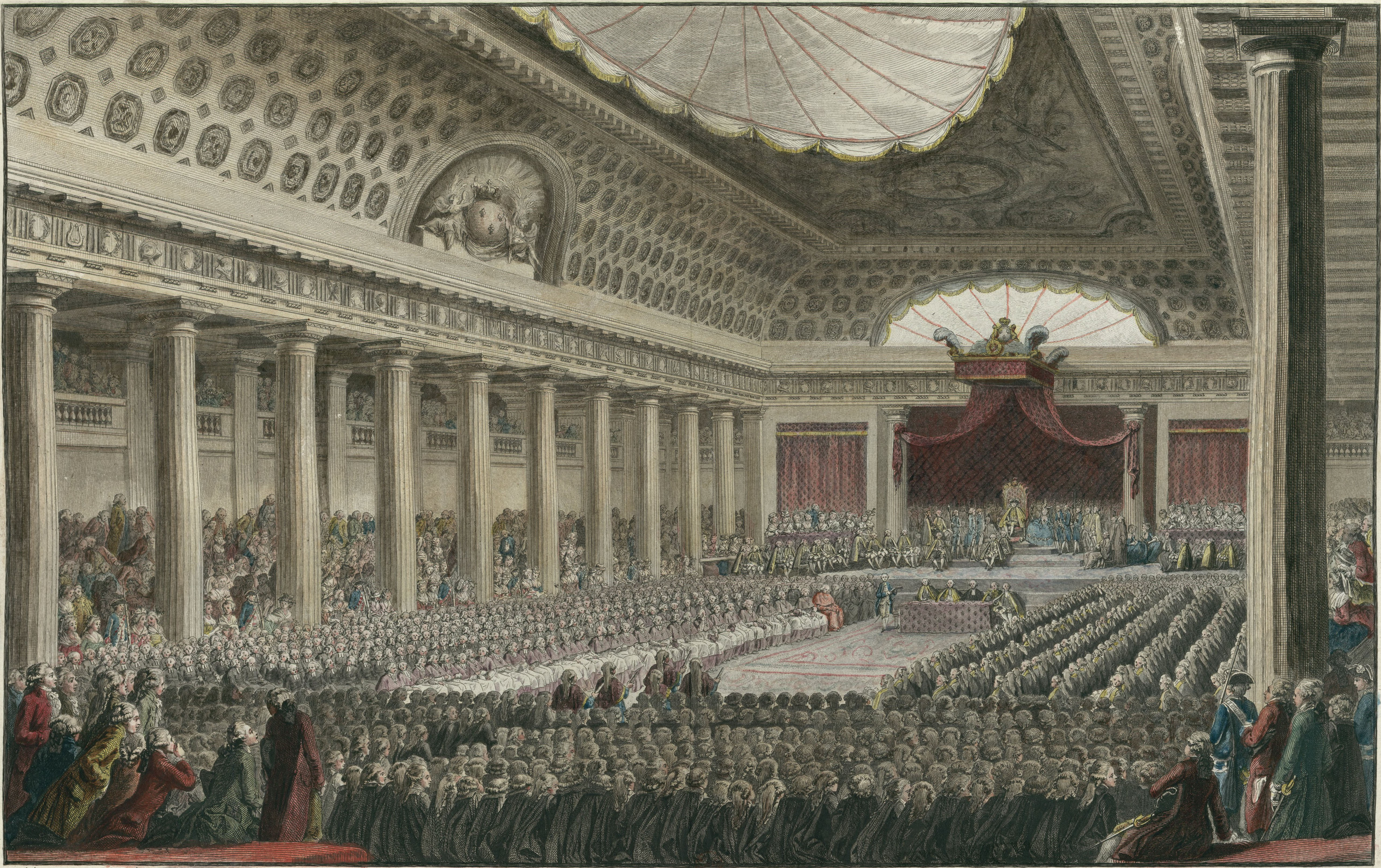
5 mai 1789 Adunarea Stărilor Generale

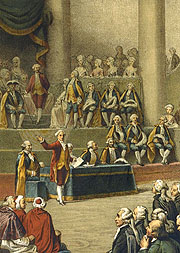
5 mai 1789: Deschiderea sesiunii Stărilor Generale la Versailles.

Adunarea Stărilor Generale din 1789 a fost prima întrunire a Stărilor Generale de după 1614, când o astfel de sesiune avusese loc sub domnia lui Ludovic al XIII-lea și al Mariei de Medici. A fost ultima astfel de întrunire din istoria Regatului Franței.
În 1789, convocate de Ludovic al XVI-lea, cele trei stări, clerul, nobilimea și starea a treia, se întrunesc în perioada mai - iunie, cu scopul găsirii unor soluții pentru gravele probleme financiare al țării. Burghezii, ca reprezentanții ai celei de-a treia stări, care au atras de partea lor și masele largi de muncitori și țărani, s-au retras și au format o Adunare Națională, fapt care a marcat izbucnirea Revoluției franceze.